# Phycus marginatus
Phycus marginatus är en tvåvingeart som beskrevs av Krober 1912. Phycus marginatus ingår i släktet Phycus och familjen stilettflugor. Inga underarter finns listade i Catalogue of Life.